# 중앙알프스국정공원

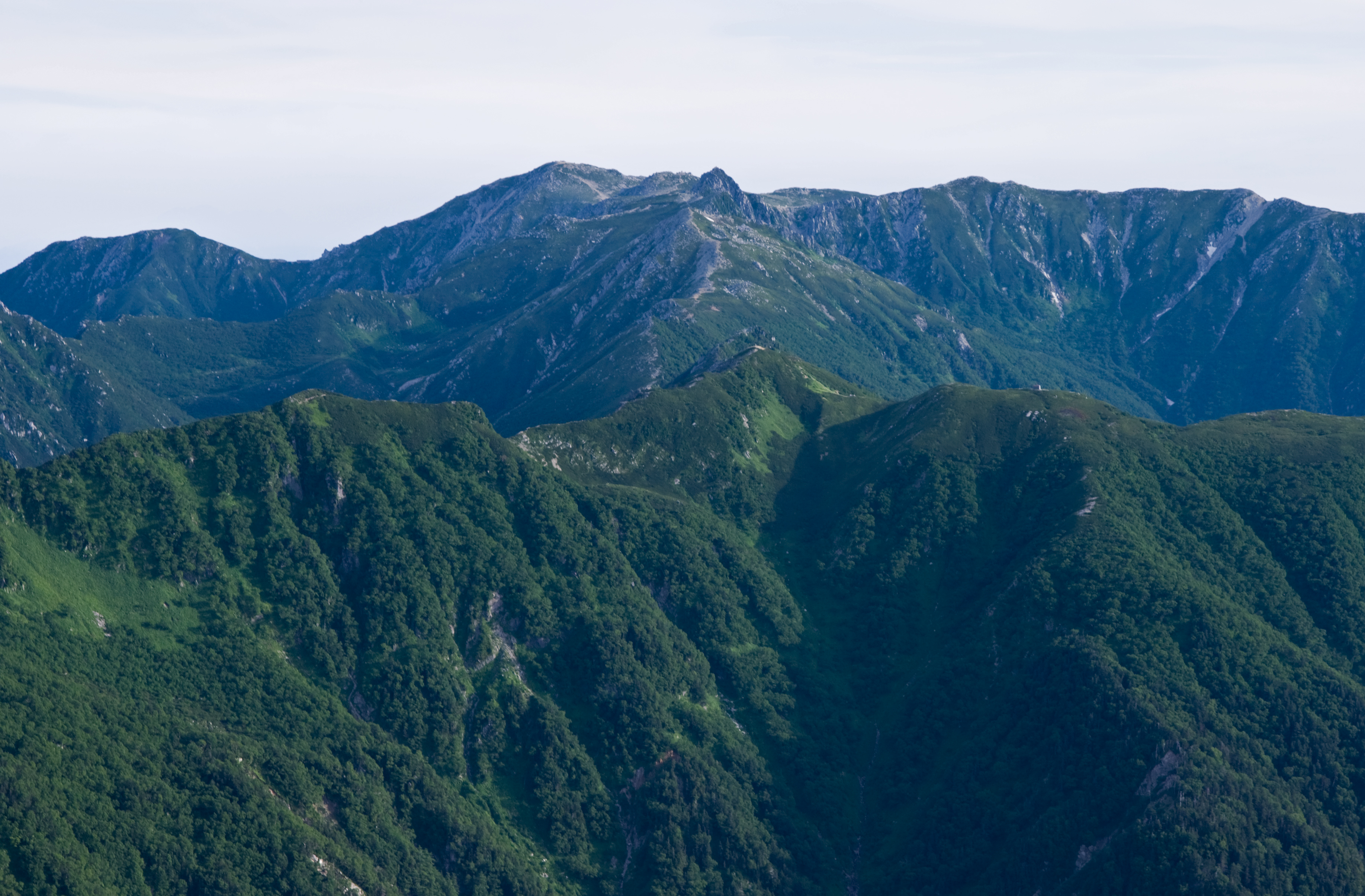

중앙알프스국정공원(中央アルプス国定公園, Chūō Arupusu Kokutei Kōen, Chūō Alps Quasi-National Park)은 일본 나가노현 남부에 있는 준국립공원이다. 2020년에 설립된 이 공원은 설립 당시 면적이 351.16평방킬로미터(135.58평방마일)로, 이는 1951년 11월 22일에 설립된 구 중앙알프스현립자연공원(中央アルプス県立自然公園)의 면적과 정확히 일치한다. 공원의 중심은 중앙알프스로 불리는 기소산맥이다. 공원의 세 지역은 아치촌, 아게마쓰정, 이다시, 이지마정, 이나시, 기소정, 고마가네시, 마쓰카와정, 미야다촌, 나기소정, 오쿠와촌, 시오지리시, 다카모리정 (나가노현) 등 13개 시구정촌의 경계에 걸쳐 있다.

## 같이 보기
- 일본의 국립공원
- 일본 알프스